# Aeroportul Bancasi
Aeroportul Bancasi (în engleză Butuan Airport; în engleză Paliparan ng Butuan) (IATA: BXU, ICAO: RPME) este un aeroport din Caraga⁠(d), Filipine ce deservește zona Butuan⁠(d). Aeroportul a fost tranzitat în 2022 de 736.502 pasageri.
Situat la o altitudine de 43 m, aeroportul dispune de 1 pistă. Este operat de Civil Aviation Authority of the Philippines⁠(d).

## Infrastructură

### Piste
Aeroportul dispune de o singură pistă. Pista 12/30 are suprafața de asfalt și dimensiunile 2.100 m × 45 m. 